# Rolando Graña
Rolando Luis Graña (Vicente López, provincia de Buenos Aires; 24 de enero de 1960) es un periodista argentino. Fue corresponsal de CNN.  Actualmente conduce en América TV, el programa América Noticias y en A24, el programa GPS, para saber dónde estás parado. Además, es el actual Gerente de Noticias del Grupo América.

## Biografía
En Vicente López, comenzaron sus tempranos encuentros con la literatura

## Trayectoria
Su recorrido profesional se inició en los medios gráficos. Escribió en la revista Crisis, durante su segunda etapa (1986). Fue jefe de redacción del semanario El Porteño.
En paralelo con las redacciones, se desempeñó como docente en las cátedras de Teoría de las Comunicación y Taller de Orientación de Periodismo de la UBA [cita requerida]y realizó dos videos para la Secretaría de Cultura de la Nación: “Historia de la TV Argentina” y “Biografía de Homero Manzi” y dos cortos para la cadena CNN y Canal 13: “AMIA sin respuesta” y “ESMA, el día del juicio”.

## Televisión
Comenzó en televisión como corresponsal para la cadena de noticias CNN en Español.
Cuando volvió al país, encaró el periodismo de investigación con el ciclo PuntoDoc/2 (Azul TV, 1999-2000 y América TV, 2001-2002), que condujo junto a Daniel Tognetti. De allí en adelante condujo diversos programas. Antes de que la "cultura tumbera" ganara adeptos de modo masivo, fue el conductor e ideólogo de "Pabellón Cinco, Sueños de libertad" (2003), donde recorrió cárceles de Argentina y de países limítrofes.
Después llegó Informe Central (2003 y 2005-2006), un noticiero nocturno de América TV, más enfocado en la política y la economía. También se hizo cargo de la conducción de "Código Penal" (después llamado "Código", 2004-2005), junto a Facundo Pastor y Martín Ciccioli, programa donde abordaba investigaciones sobre diversos temas.
En 2005 armó su propia productora, El Galeón Producciones. Desde allí, durante dos años, produjo y condujo Crónicas Extremas, un ciclo periodístico que mostraba a aquellos sectores ignorados de la sociedad y "GPS, para saber donde estás parado" (2008-2012 y 2018-), donde las notas de investigación ocupaban casi todos los espacios. Entre ellas se destacó "ñoquis en la legislatura", según la cual el legislador de la Coalición Cívica, José María Zingoni, se quedaría con parte del sueldo que había cobrado un empleado de la Cámara Alta bonaerense que le respondía. Actualmente realiza la coconducción del noticiero central de América TV, América Noticias, junto a Guillermo Andino, Mónica Gutiérrez y Mariano Yezze.
En América 24, condujo el ciclo de entrevistas "Tres Fotos", que invita a actores, escritores, políticos y personajes de universos variopintos a contar su vida en imágenes elegidas por ellos, y actualmente conduce el ciclo diario Tercera Posición (3P).

## Radio
Mega 98.3
- A brillar mi amor

FM Milenium
- Sin alarma

Radio La Red
- Central 910

Radio Splendid
- RPM[4]

## Vida personal
De su primer matrimonio, del que menos se sabe, el conductor se convirtió en padre de Juan, Tadeo y Ema.
Entre 2006 y 2013 estuvo en pareja con la escritora Cielo Latini, 24 años menor que él, a quien conoció cuando él le realizó una entrevista para su programa de televisión.
Se casaron en 2010 y tuvieron dos hijas: Adolfina, nacida en 2008, y Cordelia, nacida en 2010. En el año 2013 se divorciaron.
En 2023 contrajo matrimonio con la productora Giselle Krüger con quien tiene una hija llamada Alina.

## Filmografía
- Samy y yo (2002)
- 5.5.5 (2013)